# Caixa Econômica Federal
La Caixa Econômica Federal (CEF), nota anche come Caixa Econômica o semplicemente Caixa, è una delle banche più antiche del Brasile, di proprietà statale  e con sede a Brasilia, in Brasile. È il quarto istituto bancario più grande del Brasile ed è anche la più grande istituzione finanziaria al 100% di proprietà del governo in America Latina.

## Storia
Fu creata il 12 gennaio 1861 dall'imperatore Dom Pedro II  con il nome di Caixa Econômica e Monte de Socorro.  Il suo scopo era quello di incoraggiare il risparmio e concedere prestiti su pegno, con la garanzia del governo imperiale. Questa caratteristica differenziava l'istituto da altri dell'epoca, che operavano sul mercato senza fornire garanzie ai depositanti o che addebitavano interessi eccessivi ai debitori. In questo modo, CAIXA divenne rapidamente ricercata dalle classi sociali più popolari, compresi gli schiavi, che potevano risparmiare per le loro lettere di manomissione. Così, fin dall'inizio, l'azienda ha stabilito la sua attenzione sul sociale.
Tuttavia, i prestiti su pegno furono possibili solo nel 1934, quando il presidente Getúlio Vargas ordinò che potessero essere concessi, annientando altre istituzioni private che applicavano tassi di interesse molto elevati per lo stesso servizio.

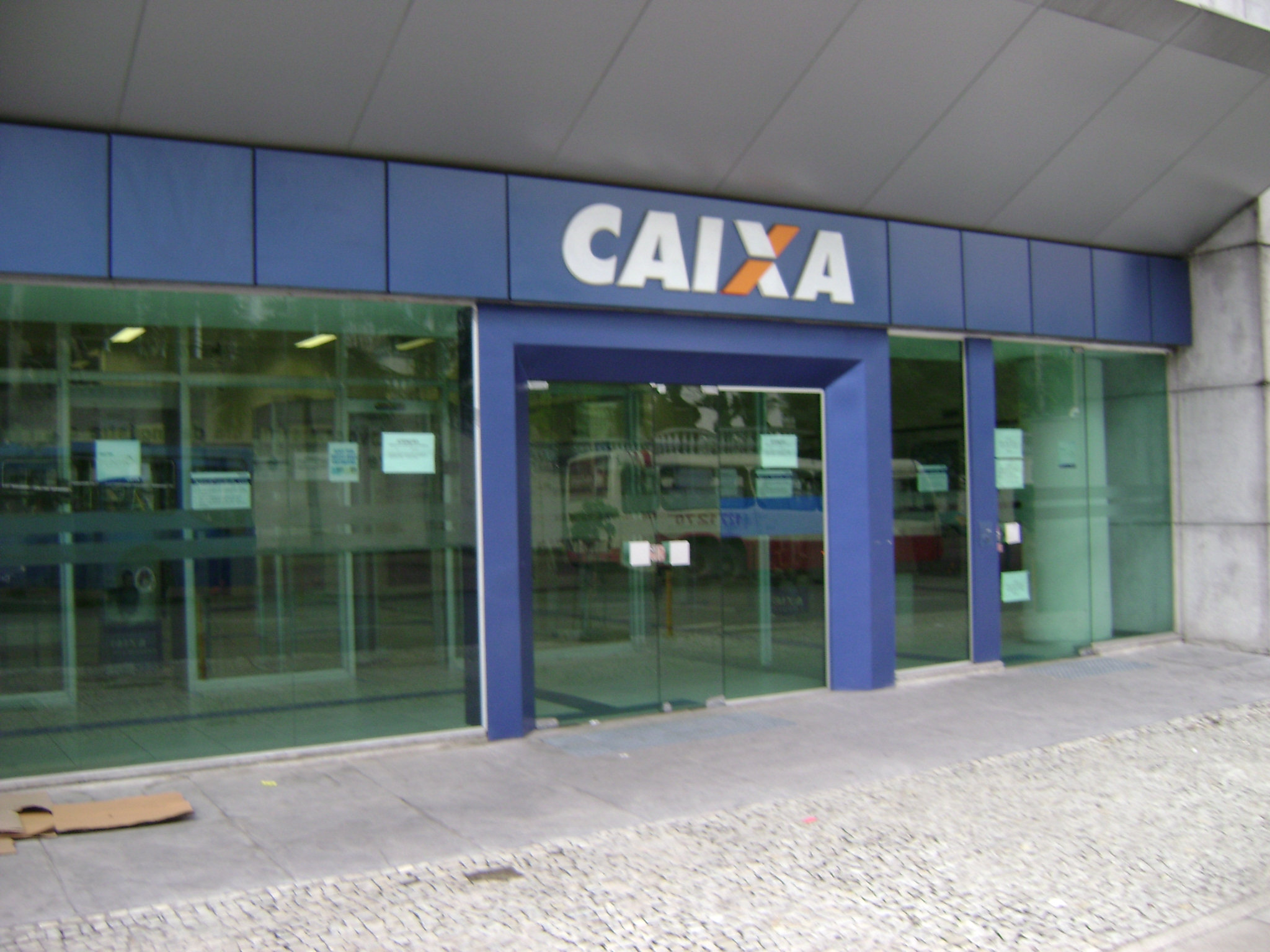

Nel 1986, CAIXA ha incorporato la National Housing Bank (BNH), diventando il più grande agente nazionale di finanziamento della casa. Con l'estinzione di BNH, Caixa Econômica è diventata il principale agente del Sistema Brasiliano di Risparmio e Prestito (SBPE), amministratore del FGTS e di altri fondi del Sistema Finanziario Immobiliare (SFH). 

## Servizi offerti
- FGTS (Fundo de Garantia do Tempo de Serviço - Fondo per la Garanzia del Tempo di Lavoro)
- PIS (Programa de Integração Social - Programma di Integrazione Sociale)
- Lotteria (Le modalità offerte sono: Mega Sena, Dupla Sena, Lotomania, ecc.)

## Sponsor
Dal 2012, la Caixa Econômica comincia a investire come sponsor di diverse squadre di calcio regionale.